# Gazette d'Augsbourg

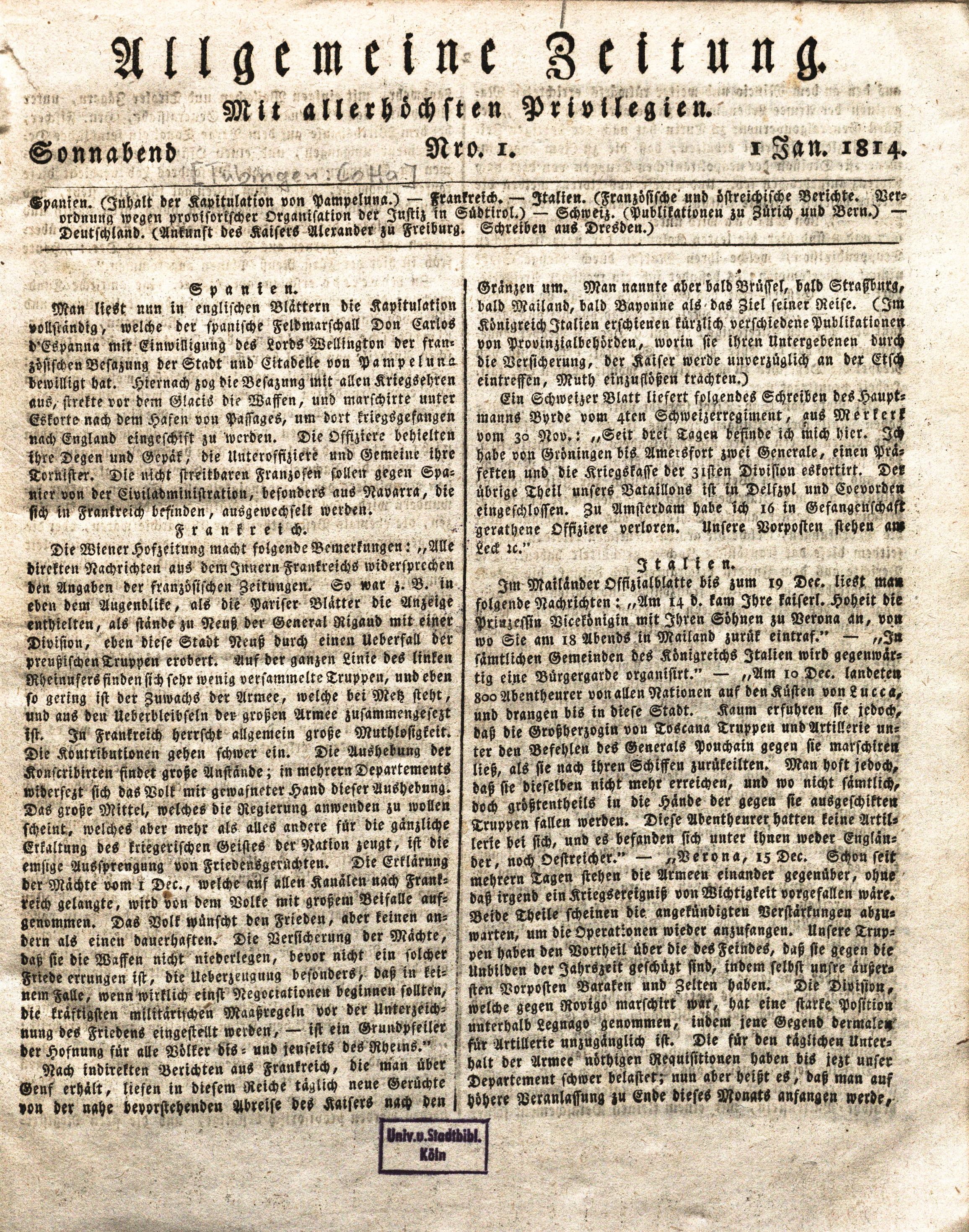
Allgemeine Zeitung du 1er janvier 1814 (première page). Le volume était de quatre pages.

La Gazette d'Augsbourg, appelée aussi l'Allgemeine Zeitung d'Augsbourg, était un grand quotidien allemand fondé en 1798 et publié jusqu'au 29 juillet 1929.

## Histoire
La Gazette d'Augsbourg a été fondée à Stuttgart par le baron et libraire Johann Friedrich Cotta (1764-1832), éditeur de Goethe et de Schiller, avant de déménager à Ulm. La propriété du journal lui procura une grande influence dans les cours allemandes. Il comprenait de très nombreux correspondants en Europe, ce qui lui permettait d'être très bien informé, parmi lesquels d'importantes personnalités, comme Heinrich Heine.
En France, Adolphe Thiers fut le collaborateur du journal de 1824 à 1830. Il y signait ses articles « Der französische Correspondent ». En 1834, la Gazette d'Augsbourg rapportera que son ex-collaborateur a utilisé le télégraphe Chappe pour spéculer à la Bourse. Elle compta aussi Gustav Kolb (de) (1798-1865) parmi ses rédacteurs.
La Gazette d'Augsbourg, critiquée pour son nationalisme mais respectée pour son souci d'indépendance, publiait une édition revue et corrigée, sur certains sujets délicats, pour les États d'Autriche. Louis Blanc estimait qu'elle a permis d'animer les débats politiques en Europe et en Allemagne : « Le journalisme allemand se réduisait encore à des traductions de journaux français et anglais lorsque la Gazette d'Augsbourg tenta de franchir ces étroites limites, autant que la situation politique de l'Allemagne le permettait ».
À la pointe du progrès technologique, le journal avait innové en utilisant les presses à vapeur de Friedrich Koenig. Il était présenté comme le seul journal allemand à se trouver dans tous les cafés et lieux publics. En 1836, c'était le plus grand journal politique allemand, avec 8 500 abonnés ; le tirage était de 15 000 à 20 000 exemplaires par jour deux décennies plus tard.